# ليو كارول
ليو كارول (بالإنجليزية: Leo Carroll)‏ هو لاعب كرة قدم أمريكية أمريكي، ولد في 16 فبراير 1944 في ألهامبرا في الولايات المتحدة، وتوفي في 30 يناير 2016.

## وصلات خارجية
- ليو كارول على موقع مرجع كرة القدم المحترفة.كوم (الإنجليزية)